# Liste des plus hauts immeubles d'Austin

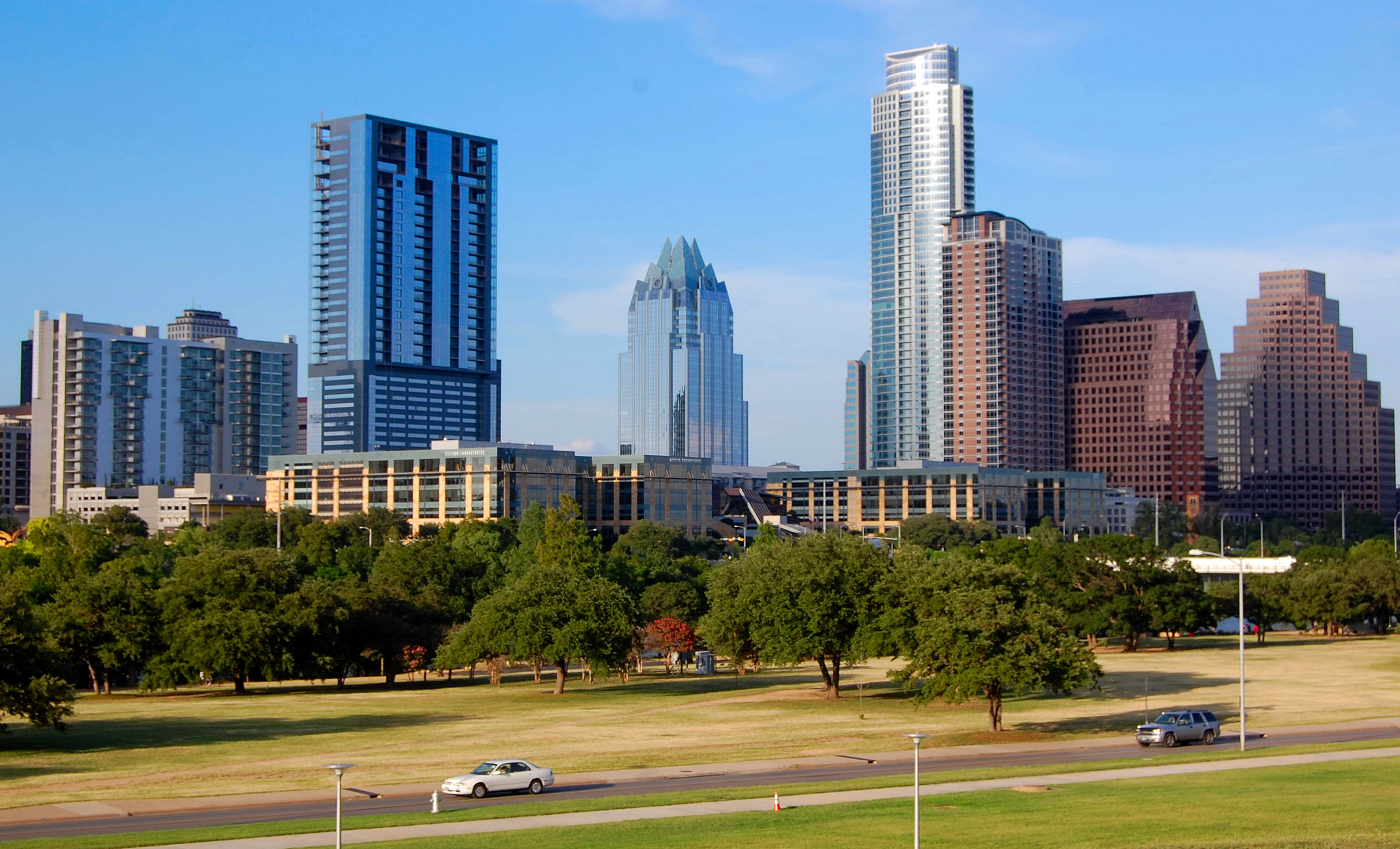
Le centre-ville d'Austin

Cet article concerne une liste des plus hauts immeubles d'Austin, dans l'État du Texas, aux États-Unis. Depuis la construction du Bank of America Center en 1975, 15 immeubles de 100 mètres de hauteur et plus ont été construits à Austin dont la majorité depuis l'an 2000, la ville se développant très rapidement.
En septembre 2018 la liste des immeubles de plus de 100 mètres de hauteur est la suivante;
| Rang | Nom                                               | Image | Hauteur  | Étages | Année |
| ---- | ------------------------------------------------- | ----- | -------- | ------ | ----- |
| 1    | The Independent                                   |       | 211,14 m | 58     | 2019  |
| 2    | The Austonian                                     |       | 208 m    | 56     | 2010  |
| 3    | Fairmont Austin                                   |       | 180 m    | 36     | 2018  |
| 4    | Block 185 Tower                                   |       | 175,9 m  | 35     | 2022  |
| 5    | 44 East                                           |       | 174,7 m  | 50     | 2023  |
| 6    | 360 Condominiums                                  |       | 172 m    | 44     | 2008  |
| 7    | Indeed Tower                                      |       | 165,2 m  | 36     | 2021  |
| 8    | Hanover Republic Square                           |       | 157,3 m  | 44     | 2023  |
| 9    | Frost Bank Tower                                  |       | 157,2 m  | 33     | 2004  |
| 10   | W Austin Hotel & Residences                       |       | 145 m    | 36     | 2010  |
| 11   | Fifth & West Residences                           |       | 140 m    | 39     | 2018  |
| 12   | 300 Colorado                                      |       | 135.8 m  | 34     | 2021  |
| 13   | Spring                                            |       | 132 m    | 43     | 2009  |
| 14   | North Shore                                       |       | 129.3 m  | 38     | 2016  |
| 15   | The Bowie                                         |       | 128.9 m  | 36     | 2014  |
| 16   | 70 Rainey                                         |       | 144 m    | 35     | 2018  |
| 17   | The Ashton                                        |       | 127 m    | 36     | 2009  |
| 18   | JW Marriott Austin                                |       | 123 m    | 34     | 2015  |
| 19   | Four Seasons Residences Austin                    |       | 122.3 m  | 32     | 2010  |
| 20   | One American Center                               |       | 122.2 m  | 32     | 1984  |
| 21   | 500 West 2nd Street                               |       | 121.9    | 28     | 2017  |
| 22   | One Congress Plaza                                |       | 121.3 m  | 30     | 1987  |
| 23   | Colorado Tower                                    |       | 121 m    | 29     | 2014  |
| 24   | Austin Hilton Convention Center                   |       | 114.9 m  | 31     | 2004  |
| 25   | 405 Colorado                                      |       | 111.6 m  | 25     | 2022  |
| 26   | Natiivo Austin                                    |       | 109.1 m  | 33     | 2022  |
| 27   | The Thompson                                      |       | 108.8 m  | 31     | 2021  |
| 28   | The Quincy                                        |       | 108 m    | 30     | 2021  |
| 29   | Alexan Waterloo                                   |       | 106.7 m  | 29     | 2022  |
| 30   | Hyatt Centric Austin                              |       | 105.2 m  | 31     | 2023  |
| 31   | Seaholm Residences                                |       | 103.9 m  | 30     | 2016  |
| 32   | Legacy On The Lake                                |       | 103.3 m  | 31     | 2008  |
| 33   | Bank of America Center                            |       | 102.4 m  | 25     | 1975  |
| 34   | Aloft Austin Downtown and Element Austin Downtown |       | 100 m    | 31     | 2017  |
| 35   | 300 West 6th                                      |       | 100 m    | 23     | 2002  |
| 36   | 100 Congress                                      |       | 97.5     | 22     | 1987  |

## Futur

### En construction
| Rang | Nom                  | Hauteur | Etage | Année | Statut          |
| ---- | -------------------- | ------- | ----- | ----- | --------------- |
| 1    | Waterline            | 311,2 m | 74    | 2026  | En construction |
| 2    | Sixth & Guadalupe    | 266.7 m | 66    | 2023  | En construction |
| 3    | The Republic         | 216.4 m | 46    | 2024  | En construction |
| 4    | ATX Tower            | 205.7 m | 58    | 2025  | En construction |
| 5    | Modern Austin        | 199.6 m | 58    | 2024  | En construction |
| 6    | 415 Colorado Street  | 195.1 m | 50    | 2025  | En construction |
| 7    | The Travis           | 181.1 m | 52    | 2025  | En construction |
| 8    | 80 Rainey Street     | 172.8 m | 48    | 2025  | En construction |
| 9    | Hanover 3rd & Brazos | 156.4 m | 45    | 2024  | En construction |
| 10   | 700 River            | 152.4 m | 42    | 2024  | En construction |
| 11   | 84 East Avenue       | 138.7 m | 41    | 2023  | En construction |
| 12   | The Waller           | 113.1 m | 32    | 2024  | En construction |
| 13   | The Linden           | 101.5 m | 28    | 2024  | En construction |
| 14   | Union on San Antonio | 101.2 m | 29    | 2024  | En construction |
| 15   | Domain Tower II      | 101.2 m | 24    | 2023  | En construction |

### Proposé
| Rang | Nom                              | Hauteur | Etage | Statut  |
| ---- | -------------------------------- | ------- | ----- | ------- |
|      | Wilson Tower                     | 315.5 m | 79    | Proposé |
|      | 80 Red River                     | 244.4 m | 64    | Proposé |
|      | Conrad Residences                | 230.1 m | 62    | Proposé |
|      | Block 32 Tower 2                 | 215.5 m | 55    | Proposé |
|      | Perennial II                     | 210.6 m | 54    | Proposé |
|      | Perennial Tower                  | 191.4 m | 47    | Proposé |
|      | 62 East Avenue                   | 189.9 m | 53    | Proposé |
|      | Block 16 Tower                   | 187.8 m | 43    | Proposé |
|      | 506 West Residential             | 171 m   | 48    | Proposé |
|      | Block 32 Tower 1                 | 164.6 m | 42    | Proposé |
|      | 5RR Residential                  | 140.2 m | 37    | Proposé |
|      | Sabine Tower Hotel               | 133.8 m | 38    | Proposé |
|      | 14th & Guadalupe                 | 130.5 m | 31    | Proposé |
|      | The Hollis                       | 129.5 m | 35    | Proposé |
|      | Annie B                          | 128.9 m | 37    | Proposé |
|      | 200 East Riverside Drive Tower 2 | 125 m   |       | Proposé |
|      | 200 East Riverside Drive Tower 1 | 125 m   |       | Proposé |
|      | Austin Viie Tower 3              | 121.9 m | 28    | Proposé |
|      | Austin Viie Tower 2              | 121.9 m | 28    | Proposé |
|      | Austin Viie Tower 1              | 121.9 m | 28    | Proposé |
|      | 311-315 South Congress           | 121.9 m |       | Proposé |
|      | Domain Central 1                 | 112.8 m | 26    | Proposé |
|      | Embassy Suites & Hotel Motto     | 110.3 m | 30    | Proposé |
|      | Hotel Mirabeau                   | 108.8 m | 32    | Proposé |
|      | Ikon Austin                      | 107.6 m | 30    | Proposé |
|      | The Benjamin                     | 103 m   | 27    | Proposé |